# Кизил-Чишма (Міякинський район)
Кизи́л-Чишма́ (рос. Кызыл-Чишма, башк. Ҡыҙыл Шишмә) — присілок у складі Міякинського району Башкортостану, Росія. Входить до складу Міякинської сільської ради.
Населення — 175 осіб (2010; 192 в 2002).
Національний склад:
- татари — 72%